# Rocky Juarez
Pour les articles homonymes, voir Juárez.
Rocky Juarez est un boxeur américain né le 15 avril 1980 à Houston, Texas.

## Carrière
Champion des États-Unis amateur dans la catégorie poids plumes entre 1998 et 2000, il devient champion du monde à Houston en 1999 et remporte la médaille d'argent aux Jeux olympiques de Sydney en 2000. Juarez passe professionnel l'année suivante mais échoue par deux fois en 2006 contre Marco Antonio Barrera, champion WBC des super plumes,.
Battu à nouveau pour le titre WBC des super-plumes par Juan Manuel Marquez le 3 novembre 2007, il fait match nul contre Chris John, champion WBC poids plumes, le 22 février 2009 mais s'incline aux points lors de leur combat revanche.

## Distinction
- Sa victoire au 10e round contre Antonio Diaz est élue KO de l'année en 2003 par Ring Magazine.